# Leptogenys pubiceps
Leptogenys pubiceps é uma espécie de formiga do gênero Leptogenys, pertencente à subfamília Ponerinae.